# Enkel Simon över

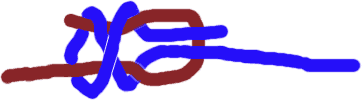
Enkel Simon över

Enkel Simon Över eller "Enkel Eskil över" är en knop som precis som skotsteket kan användas för att foga samman två olika tjocka rep (givetvis kan man med mycket gott resultat även sammanfoga två lika tjocka rep.) Notera att det korta repet (det som inte skall sitta fast någonstans) ligger över det långa i korsningen, det är det som gör Simonen till över.
Den enkla simonen över är något säkrare men svårare att slå än en skotstek. Förfarandet liknar det då man slår en skotstek eller trär en råbandsknop. Börja med att göra en bukt på den grövre av linorna (här röd) för sedan in den tunnare linan i bukten och linda den ett och ett halvt varv runt den grövre (som en trädd råband, plus ett varv) och sedan ut parallellt med hur den gick in. Notera att det precis som med Råbandsknopen är viktigt att båda de korta tamparna ligger på samma sida av knopen för att den skall vara stabil.